# Whiskey Lake
Whiskey Lake é o codinome de uma família da oitava geração de processadores da Intel com processo de fabricação de 14 nm para dispositivos móveis de baixa potência (TDP de 15 W), fabricados entre 2018 e 2019. Foi anunciado pela Intel 28 de agosto de 2018.

## Lista de processadores

### Para dispositivos móveis
| Mercado alvo | Núcleos (Threads) | Processador Marca e Modelo | Processador Marca e Modelo | Clock da CPU | Clock da CPU | Clock dos gráficos | Clock dos gráficos | Cache L3 | TDP  | Trimestre de lançamento | Preço (Dólar) | Placa-mãe | Placa-mãe | Placa-mãe             |
| Mercado alvo | Núcleos (Threads) | Processador Marca e Modelo | Processador Marca e Modelo | Base         | Turbo        | Base               | Turbo              | Cache L3 | TDP  | Trimestre de lançamento | Preço (Dólar) | Socket    | Interface | Memória               |
| ------------ | ----------------- | -------------------------- | -------------------------- | ------------ | ------------ | ------------------ | ------------------ | -------- | ---- | ----------------------- | ------------- | --------- | --------- | --------------------- |
| Performance  | 4 (8)             | Core i7                    | 8665U                      | 1,9 GHz      | 4,8 GHz      | 300 MHz            | 1,15 GHz           | 8 MB     | 15 W | 2.º tri. de 2019        | —             | BGA 1528  | PCIe 3.0  | DDR4-2400 LPDDR3-2133 |
| Performance  | 4 (8)             | Core i7                    | 8565U                      | 1,8 GHz      | 4,6 GHz      | 300 MHz            | 1,15 GHz           | 8 MB     | 15 W | 3.º tri. de 2018        | $409          | BGA 1528  | PCIe 3.0  | DDR4-2400 LPDDR3-2133 |
| Mainstream   | 4 (8)             | Core i5                    | 8365U                      | 1,6 GHz      | 4,1 GHz      | 300 MHz            | 1,1 GHz            | 6 MB     | 15 W | 2.º tri. de 2019        | $297          | BGA 1528  | PCIe 3.0  | DDR4-2400 LPDDR3-2133 |
| Mainstream   | 4 (8)             | Core i5                    | 8265U                      | 1,6 GHz      | 3,9 GHz      | 300 MHz            | 1,1 GHz            | 6 MB     | 15 W | 3.º tri. de 2018        | $297          | BGA 1528  | PCIe 3.0  | DDR4-2400 LPDDR3-2133 |
| Mainstream   | 2 (4)             | Core i3                    | 8145U                      | 2,1 GHz      | 3,9 GHz      | 300 MHz            | 1 GHz              | 4 MB     | 15 W | 3.º tri. de 2018        | $281          | BGA 1528  | PCIe 3.0  | DDR4-2400 LPDDR3-2133 |

### Integrados
| Mercado alvo | Núcleos (Threads) | Processador Marca e Modelo | Processador Marca e Modelo | Clock da CPU | Clock da CPU | Clock dos gráficos | Clock dos gráficos | Cache L3 | TDP  | Trimestre de lançamento | Preço (Dólar) | Placa-mãe | Placa-mãe | Placa-mãe             |
| Mercado alvo | Núcleos (Threads) | Processador Marca e Modelo | Processador Marca e Modelo | Base         | Turbo        | Base               | Turbo              | Cache L3 | TDP  | Trimestre de lançamento | Preço (Dólar) | Soquete   | Interface | Memória               |
| ------------ | ----------------- | -------------------------- | -------------------------- | ------------ | ------------ | ------------------ | ------------------ | -------- | ---- | ----------------------- | ------------- | --------- | --------- | --------------------- |
| Performance  | 4 (8)             | Core i7                    | 8665UE                     | 1,7 GHz      | 4,4 GHz      | 300 MHz            | 1,15 GHz           | 8 MB     | 15 W | 2.º tri. de 2019        | $409          | BGA 1528  | PCIe 3.0  | DDR4-2400 LPDDR3-2133 |
| Mainstream   | 4 (8)             | Core i5                    | 8365UE                     | 1,6 GHz      | 4,1 GHz      | 300 MHz            | 1,05 GHz           | 6 MB     | 15 W | 2.º tri. de 2019        | $297          | BGA 1528  | PCIe 3.0  | DDR4-2400 LPDDR3-2133 |
| Mainstream   | 2 (4)             | Core i3                    | 8145UE                     | 3,9 GHz      | 2,2 GHz      | 300 MHz            | 1 GHz              | 4 MB     | 15 W | 2.º tri. de 2019        | $281          | BGA 1528  | PCIe 3.0  | DDR4-2400 LPDDR3-2133 |